# بارا پاتار چار
بارا پاتار چار (به لاتین: Bara Patar Char) یک روستا در بنگلادش است که در استان باریسال و در ناحیه باریسال واقع شده است.